# Усть-Бакчар
Усть-Бакча́р (южносельк. Музу́р кына́ӄ) — село в Чаинском районе Томской области России. Административный центр Усть-Бакчарского сельского поселения. Население 546 чел. (2021) .

## География
Село расположено в месте, где реки Парбиг (слева) и Бакчар (справа), сливаясь, образуют реку Чая (приток Оби).
Улицы: Лесная, Молодёжная, Новая, Трактовая и Центральная. Переулки: Депутатский, Детсадовский, Сельсоветский, Школьный.

## История
Основано в 1906 году. По данным на 1926 года деревня Бакчар состояла из 29 хозяйств, основное население — русские. В административном отношении являлась центром Бакчарского сельсовета Чаинского района Томского округа Сибирского края.

### Археология
Усть-Бакчарский клад был найден в 1924 г. около посёлка Усть-Бакчар, на реке Бакчар в 27 км от села Подгорного, при вспашке поля. Клад состоял из наконечников стрел, медного котла скифского типа и большого количества вещей плоского ажурного литья с изображениями птиц, животных, чаще всего лося, и человека. Около пос. Усть-Бакчар, по реке Бакчар, был найден каменный шлифованный топор, который хранится в Колпашевском музее.

## Население
| 1926 | 1931 | 1940 | 1956 | 1995 | 1996 | 1997 |
| ---- | ---- | ---- | ---- | ---- | ---- | ---- |
| 117  | ↘50  | ↗285 | ↗549 | ↗617 | ↗623 | ↗624 |
| 1998 | 1999 | 2002 | 2010 | 2012 | 2013 | 2014 |
| ↘619 | ↘607 | ↘556 | ↘548 | ↘525 | ↘521 | ↘496 |
| 2015 | 2021 |      |      |      |      |      |
| ↗505 | ↗546 |      |      |      |      |      |

## Инфраструктура
Средняя школа.